# Dark cabaret
Se denomina dark cabaret a un estilo musical y de artes escénicas en los que confluyen las influencias del cabaret alemán anterior a la Segunda Guerra Mundial, el vodevil, la new wave, el gypsy punk, en combinación con géneros como el post punk o el darkwave, relacionado generalmente con la música gótica.
Musicalmente, puede caracterizarse por una melodías conducidas por el piano y voces, masculina o femenina. La música también puede ser ejecutada por otros instrumentos como chelo, violín, acordeón, o trompeta. Estéticamente, el dark cabaret retoma elementos decorativos de la moda vintage y retro, el circo tradicional, gitanos, fetish, gótico, creando una fusión visual que evoca a lo antiguo y sombrío. En el ámbito escénico se desarrollan obras teatrales, varieté de actos circenses, performance con temáticas lúgubres y obscuras.

El género musical logró una definición más clara a partir de que la productora independiente Projekt Records lanzó el disco A Dark Cabaret en 2005.

## Intérpretes

### Influencias
- Kurt Weill
- Marlene Dietrich
- Alexander Vertinsky
- Cole Porter
- Danny Elfman
- Nina Hagen
- PJ Harvey
- Tom Waits
- Nick Cave
- Roxy Music
- Klaus Nomi
- Andy Sex Gang
- Virgine Prunes
- Neva
- Lola Blanc
- Will Wood

### Lista de intérpretes representativos.
https://en.wikipedia.org/wiki/List_of_dark_cabaret_artists

### Intérpretes contemporáneos
- IAMX
- The Deadfly esemble
- The Tiger Lillies
- Jill Tracy
- Ray Childish
- Pretty Balanced
- Katzenjammer Kabaret
- Vermillion Lies
- Sophe Lux
- Harlequin Jones
- Diablo Swing Orchestra
- Amanda Palmer
- The Dresden Dolls
- Tragic Tantrum Cabaret
- Stolen Babies
- Vecona
- Julie Rain
- Kanon Wakeshima
- Birdeatsbaby
- La Decadanse (El Decadance)
- Malayunta Orquetita
- Aurelio Voltaire

## Géneros relacionados o subgéneros
- Dark Wave
- Deathrock
- Neofolk
- New wave
- Post-punk

- Datos: Q1166158